# Bujakovina (Foča, BiH)
Bujakovina je naseljeno mjesto u općini Foča, Republika Srpska, BiH. Daytonskim sporazumom naselje Bujakovina našlo se u dva entiteta, pa u Federaciji Bosne i Hercegovine postoji Bujakovina (Foča-Ustikolina, BiH).

## Stanovništvo
| Narod     | Popis 1961. | Popis 1971. | Popis 1981. | Popis 1991. | Popis 2013. |
| --------- | ----------- | ----------- | ----------- | ----------- | ----------- |
| Hrvati    |             |             |             |             |             |
| Muslimani | 127         | 137         | 138         | 101         |             |
| Srbi      | 150         | 82          | 44          | 28          |             |
| ostali    |             | 1           | 6           |             |             |
| Ukupno    | 277         | 220         | 188         | 129         | 38          |